# Dorian Gray (Diskothek)

Logo des Dorian Gray

Das Dorian Gray war eine populäre Diskothek der 1980er und 1990er Jahre im Frankfurter Flughafen. Die Gründer und Betreiber Gerd Schüler und Michael Presinger orientierten sich mit dem am 8. November 1978 eröffneten Club am New Yorker Studio 54. Die Einrichtung der Diskothek kostete mehr als 2,5 Mio. DM und legte den Grundstein für den „erfolgreichsten Flughafen-Club“. Benannt wurde die Diskothek nach dem Buch Das Bildnis des Dorian Gray von Oscar Wilde. Zur Eröffnungsfeier verschickte die Geschäftsführung eine gedruckte Neuauflage des Romans als Einladung an die Gäste.
Das „Dorian Gray“ befand sich auf Ebene 0 (Tiefebene) der Halle C im Terminal 1 des Flughafens. Damit war das Dorian Gray nicht von der Sperrstunde betroffen, die zu dieser Zeit in Frankfurt bei 4:00 Uhr morgens lag.

## Musik

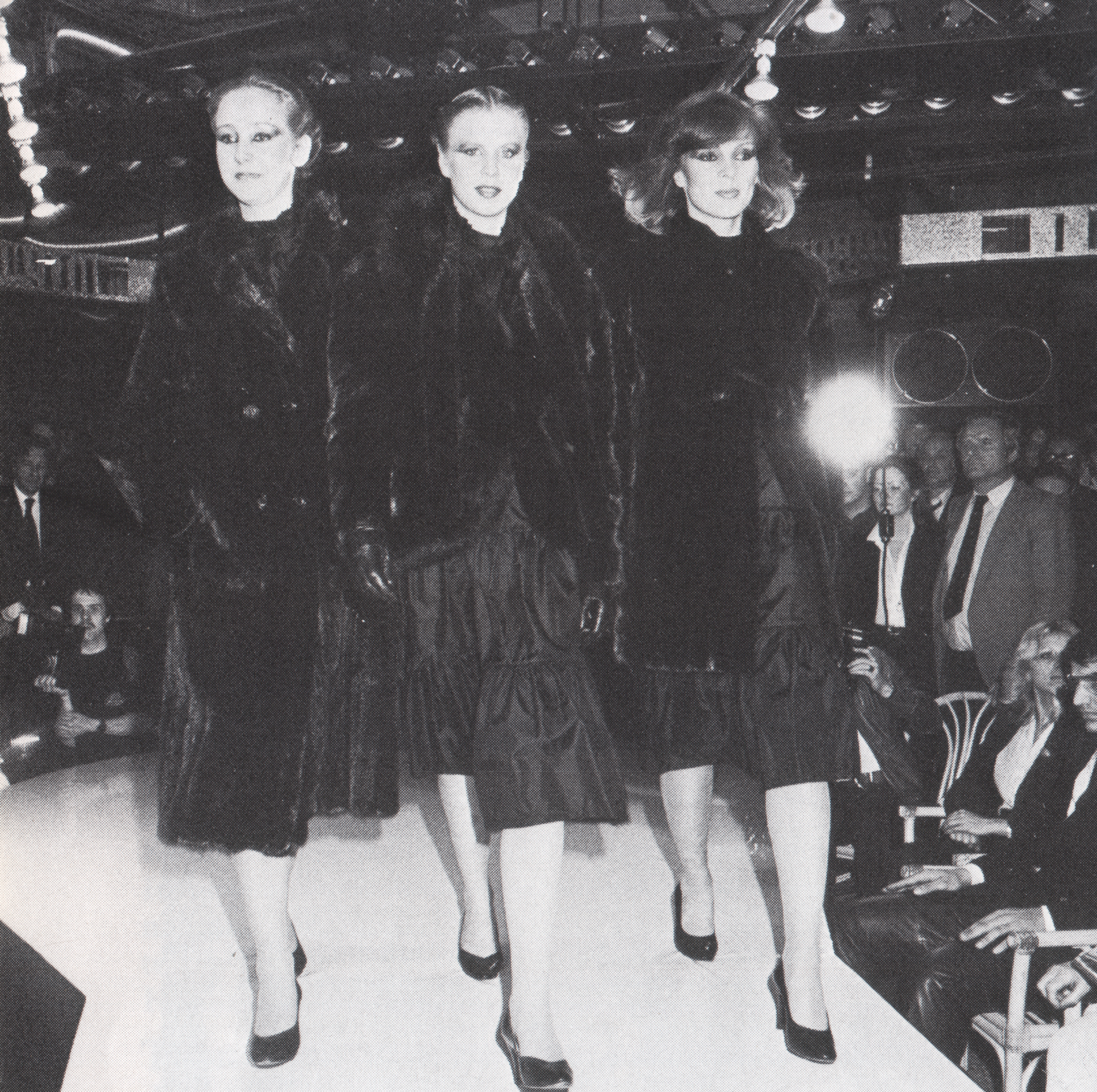
Pelzmodenschau im Dorian Gray (1981)

Bis zu 2500 Gäste tanzten pro Nacht auf drei Floors (Runningman, Studio 54 und Chillout) – Ende der 1970er Jahre zu Disco, Funk und Soul, später, ab 1984, vorwiegend zu elektronischer Musik wie EBM, House, New Wave und Techno-Musik, ab 1992 zu Blackmusic im kleinen Club. 
Der erste DJ, der im Dorian Gray am Plattenteller stand und dort bis 1986 als Stamm-DJ arbeitete, war Bijan Blum, der seit 1993 in Mannheim lebt.
Bekannte DJs waren Sven Väth, Torsten Fenslau, Ulli Brenner, Michael Münzing, DJ Dag, Talla 2XLC, DJ Taucher, Tom Wax, Mark Spoon, Heinz Felber, Pascal FEOS, Björn Mulik, Ali Limam, DJ T., Andy Düx und DJ Jeff. Somit war das Dorian Gray eine musikalische Geburtsstätte des Sound of Frankfurt.

## Ton- und Lichttechnik
Die Diskothek verfügte über ein Richard-Long-Sound-System-Design. Tontechniker Richard Long, der auch die Edel-Disco Studio 54 in New York City technisch ausrüstete, entwickelte das Soundsystem innerhalb der Diskothek, indem er mit einem Mitarbeiterstab in den Taunus fuhr und in den dortigen Holzfachhandlungen das Material einkaufte, um daraus die Lautsprecherboxen zu zimmern. Bedingt durch den Einsatz großer Hornlautsprecher, die mit JBL- und Gauss-Alnico-Tiefton-Schallwandlern bestückt waren, wurden trotz relativ geringer Verstärkerleistungen laute und klare Sounds ermöglicht. Im Bild rechts kann man die JBL 4520 Rearloadedhörner gut erkennen. Neben den sehr druckvollen Bässen sorgten unter anderem die JBL 075 Hochton-Hornstrahler, die in zwei Viererblocks über der Tanzfläche im großen Club hingen, für das damals Disco-typische Klangbild mit hoher Lautstärke und großer Klarheit. Das Plattenspielersystem bestand bis Mitte der 1990er Jahre aus Thorens- und später aus Technics-Geräten (wie beispielsweise Technics SL-1200).
Die Lichtanlage bestand aus roten, grünen und orangefarbenen Leuchtröhren, die auf Spiegelflächen angebracht waren. Um die Tanzfläche des großen Clubs herum waren Warnleuchten von US-amerikanischen Polizeiautos der 1970er Jahre und Filmstudio-Scheinwerfer installiert. Das Dorian Gray verfügte über Nebelmaschinen und verschiedene Lichteffektgeräte. Bis Mitte der 1990er Jahre war ein starker grüner Laser in Betrieb. Zu den Lightjockeys gehörte unter anderen Alexander Metzger.

## Schließung

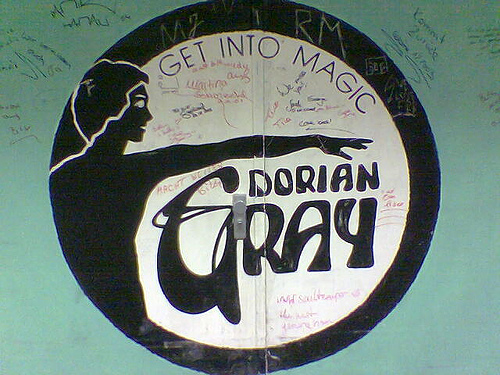
Eingangstür des Dorian Gray (2005)

Am 31. Dezember 2000 wurde die Diskothek in Frankfurt am Main geschlossen, da behördliche Auflagen zur Modernisierung der Brandschutzeinrichtungen aufgrund der veralteten Räumlichkeiten nicht zu erfüllen waren. Die letzte Schallplatte, die im kleinen Club des Dorian Gray abgespielt wurde, war Lovin’ You von Minnie Riperton und wurde vom Resident-DJ Ufuk aufgelegt.
Der große Club war noch über eine Stunde länger geöffnet. Dort legte DJ ELB (Andreas Meusert) bis zum endgültigen Ende auf und spielte die letzte Schallplatte in der Geschichte des Dorian Gray. 
Noch Jahre nach der Schließung war die abgebildete Tür zum Dorian Gray weiter im Flughafengebäude installiert, obwohl die dahinter befindlichen Einbauten längst abgerissen und entfernt worden waren. Im Januar 2008 wurde nach Umbau, Modernisierung und Erfüllung der Brandschutzauflagen in Halle C/Ebene 0 eine Einkaufspassage eröffnet.

## Sonstiges
An der Eröffnungsfeier der Diskothek Dorian Gray am 1. Dezember 1978 nahmen unter anderen Fritz und Elmar Wepper, Vicky Leandros, Leopold Prinz von Bayern und Udo Lindenberg teil. Später besuchten prominente Gäste wie Prince, Nastassja Kinski, Franz Beckenbauer und Roger Moore das Dorian Gray. Während der Rave-Ära in den 1990er Jahren bereitete der Konsum der Mode-Droge Ecstasy unter den Gästen der Clubleitung immense Probleme, weshalb die Besucher am Eingang verstärkt nach illegalen Drogen durchsucht werden mussten. Darüber hinaus trug Disco-Betreiber Gerd Schüler über einen längeren Zeitraum einen bisweilen gewalttätigen Konflikt mit dem Motorradclub Hells Angels aus. Musikproduzenten wie Jack White und Frank Farian besuchten regelmäßig das Dorian Gray, um zu erfahren, welche Musikstile und Sounds gerade aktuell sind.
Anfang 2003 starteten die beiden ehemaligen Betreiber eine Neuauflage des Clubs in Berlin am Potsdamer Platz, der jedoch nicht an die Erfolge des Frankfurter Originals anknüpfen konnte und wieder geschlossen wurde. Die ‚Schwesterdiskothek‘ des Dorian Gray, der Perkins Park in Stuttgart, der von Schüler und Presinger zwei Jahre nach der Eröffnung des Frankfurter Dorian Gray nach demselben Konzept geplant wurde, existiert dagegen noch. Auf der Airport Night 2008 des Frankfurter Flughafens wurde mit einem Livemusik-Programm an die Zeiten der Diskothek Dorian Gray erinnert. In Mannheim im Quadrat O7,25 betreibt Gerd Schüler zusammen mit Thomas Esselborn und Michael Presinger die Diskothek Tiffany, die im April 2019 ihr 50-jähriges Jubiläum feierte.